# GAFAM

GAFAM é o acrônimo de gigantes da Web, Google, Apple, Facebook, Amazon e Microsoft, que são cinco grandes empresas dos EUA, nascidas nos últimos anos do século XX ou início do século XXI (exceto a Microsoft, fundada em 1975, e a Apple, em 1976), que dominam o mercado digital. Às vezes também são referidas como os "Big Four", os "Cinco Grandes", ou mesmo "Os Cinco".

## História
Esta sigla modificou a original GAFA, na qual foi adicionado o M significando Microsoft. Seu poder tende a ser desafiado pelo acrônimo NATU (Netflix, Airbnb, Tesla, Uber). Big Tech, também conhecidas como Tech Giants, são as maiores empresas de tecnologia da informação. O termo geralmente se refere às cinco grandes empresas de tecnologia dos Estados Unidos: Alphabet (Google), Amazon, Apple, Meta e Microsoft.   Na China, Baidu, Alibaba, Tencent e Xiaomi (BATX) equivalem aos Cinco Grandes. A Big Tech também pode incluir pequenas empresas de tecnologia com altas avaliações, como a Netflix, ou empresas não tecnológicas com práticas de alta tecnologia, como a montadora Tesla.    O conceito de Big Tech é análogo à consolidação do domínio do mercado por algumas empresas noutros sectores de mercado, como Goldman Sachs, Morgan Stanley e J.P. Morgan na banca de investimento, as Três Grandes empresas de consultoria, Big Oil (petróleo) e Big Media (mídia). 
O termo “Big Tech” apareceu pela primeira vez em reportagens da mídia por volta de 2013, quando alguns economistas viam sinais de que essas empresas se tornariam dominantes com pouca regulamentação. Depois de a bolha da internet do final da década de 1990 ter destruído a maior parte do índice do mercado de ações Nasdaq Composite, as empresas tecnológicas sobreviventes expandiram a sua quota de mercado e já não podiam ser consideradas startups. O termo "Big Tech" tornou-se popular por volta de 2017, na sequência da investigação sobre a interferência russa nas eleições de 2016 nos Estados Unidos, visto que o papel que estas empresas tecnológicas desempenharam com o acesso a uma grande quantidade de dados de utilizadores ("Big data") e a capacidade de influenciar seus usuários ficou sob análise do Congresso. O termo "Big Tech" é semelhante à forma como as maiores empresas petrolíferas foram chamadas de "Big Oil"  (petróleo) após a crise energética dos anos 1970, ou os maiores produtores de cigarros foram chamados de "Big Tobacco", já que o Congresso dos Estados Unidos procurou regular essas indústrias.  É também semelhante a como, na virada do século 21, a grande mídia foi dominada por um pequeno número de corporações chamadas de "Grandes Mídias" ou "Gigantes da Mídia".  Empresas dominantes como IBM e Microsoft foram as precursoras da Big Tech no século XX. 
As Cinco Grandes são intervenientes dominantes nas suas respetivas áreas de tecnologia: inteligência artificial, computação em nuvem, eletrónica de consumo, comércio eletrónico, automação residencial, publicidade online, automóveis autónomos, redes sociais, software e streaming media. Elas estão entre as empresas públicas mais valiosas, com uma capitalização de mercado máxima de cerca de 1 a mais de 3 trilhões de dólares americanos. Em agosto de 2020, as Cinco Grandes representavam quase um quarto do S&P 500. Em dezembro de 2021 e novembro de 2022, respectivamente, Meta e Amazon caíram abaixo de suas avaliações de trilhões de dólares,  enquanto em março de 2023, Apple e Microsoft sozinhas representavam 13 por cento do S&P 500. Em maio de 2023, a Amazon ultrapassou novamente o limite de avaliação de mercado de US$ 1 trilhão. As grandes empresas de tecnologia são consideradas entre os empregadores de maior prestígio do mundo.    
As Cinco Grandes são corporações poderosas em termos estruturais e relacionais. Como tal, foram criticados por criarem uma nova ordem económica chamada “capitalismo de vigilância”.  Eles atendem bilhões de usuários e são capazes de influenciar o comportamento do usuário e controlar grandes quantidades de dados do usuário.  As preocupações com práticas monopolísticas levaram a investigações antitruste do Departamento de Justiça e da Comissão Federal de Comércio nos Estados Unidos,   , bem como da Comissão Europeia. Questiona-se o impacto destas empresas na privacidade, no poder de mercado, na liberdade de expressão, na censura, na segurança nacional e na aplicação da lei.  Em 2019, John Naughton escreveu no The Guardian que “é quase impossível funcionar sem os cinco grandes gigantes da tecnologia”. 

### As quatro grandes
Alphabet, Amazon, Meta e Apple são comumente chamadas de Big Four. Eles também foram chamados de "Os Quatro", a "Gangue dos Quatro" e os "Quatro Cavaleiros".   Eles eram conhecidos como GAFA antes de o Facebook mudar seu nome para Meta em 2021. O ex-CEO do Google, Eric Schmidt, o autor Phil Simon, e o professor da NYU, Scott Galloway, agruparam essas quatro empresas com base em seu impacto significativo na mudança social por meio de seu papel dominante em atividade on-line. Isto as distingue de outras grandes empresas de tecnologia, como Microsoft e IBM, segundo Simon e Galloway.  Em 2011, Eric Schmidt excluiu a Microsoft do grupo, afirmando que “a Microsoft não está conduzindo a revolução do consumo nas mentes dos consumidores”. 

### As cinco grandes

LLogo das cinco grandes: Google, Amazon, Apple, Meta, and Microsoft.

Um grupo mais inclusivo chamado Big Five define Alphabet, Amazon, Meta, Apple e Microsoft como os gigantes da tecnologia.   Eles eram conhecidos como GAFAM antes de o Facebook mudar seu nome para Meta em 2021.  Em 2020, as Cinco Grandes ocuparam o segundo ao sexto lugar na lista das empresas públicas mais valiosas do mundo, atrás da Saudi Aramco. 

## Outras inflexões desta sigla
Também é encontrado o termo GAFAMI, onde é adicionada a empresa de computação IBM ao acrônimo original. 

## Empresas
Os argumentos para definir o Google e o Facebook como monopólios são convincentes. Já a Amazon não é um monopólio, trata-se de um monopsônio, ou seja, é quando existe um único comprador e ele decide baixar os preços dos seus fornecedores. 

### Google
O Google controla cinco das seis principais plataformas digitais: buscas, vídeo (com o YouTube), celulares (Android), mapas (Google Maps) e navegador (Chrome). Seu índice HHI passa dos 7.000 pontos, quase o triplo da fronteira dos 2.500, a partir da qual um mercado é considerado concentrado demais.

### Facebook
O Facebook começou a usar a tática de comprar outros aplicativos no ano de 2010. Entretanto, só comprou outras redes sociais em 2012 (Instagram), por US$ 1 bilhão. E em 2014 comprou o Whatsapp por US$ 22 bilhões. Assim o Facebook (e suas subsidiárias Instagram, WhatsApp e Messenger) tem 77% do tráfego nas redes sociais.

### Amazon
A Amazon domina 74% do mercado de e-books da internet, podendo baixar preços de acordo com sua preferência e aumentando quando lhe convém.

## Contexto Político
O acrônimo (GAFAM), aliado a outras grandes empresas tecnológicas, influenciou questões politicas nos EUA. As empresas Google, Apple, Facebook, Amazon e Microsoft se uniram para protestar contra o decreto assinado pelo presidente Donald Trump, que continha políticas anti-imigratórias, e para boicotar os próximos acordos científicos do país. O intuito do protesto era enfatizar a importância da imigração, assim como o benefício para a economia. Cabe ponderar, no entanto, que as referidas companhias podem ser penalizadas pelas condutas descritas.

## Críticas
Scott Galloway criticou as empresas por "evitarem impostos, invadindo a privacidade e destruindo empregos", enquanto Smyrnaios descreveu o grupo como um oligopólio, passando a dominar o mercado online através de práticas anticompetitivas, poder financeiro cada vez maior e leis de propriedade intelectual. Ele argumentou que a situação actual é o resultado da desregulamentação económica, da globalização e da incapacidade dos políticos em compreender e responder aos desenvolvimentos na tecnologia. Smyrnaios recomendou o desenvolvimento de análises académicas da economia política da Internet, a fim de compreender os métodos de dominação e criticar esses métodos, a fim de encorajar a oposição a essa dominação.  

### Uso de conteúdo gerado externamente
Em 9 de maio de 2019, o Parlamento da França aprovou uma lei destinada a forçar a as big techs  a pagar pelos direitos conexos (a reutilização de quantidades substanciais de texto, fotos ou vídeos), aos editores e agências de notícias dos materiais originais. A lei visa implementar o artigo 15.º da Diretiva sobre Direitos de Autor no Mercado Único Digital da União Europeia. 

## Controvérsias
De acordo com o The Globe and Mail, as críticas às Big Tech vêm tanto da esquerda (progressistas) quanto da direita (conservadores). A esquerda criticou a Big Tech por "realização descontrolada de lucros e concentração de riqueza", enquanto a direita criticou a Big Tech por ter um "viés liberal". De acordo com o The New York Times, “a esquerda geralmente argumenta que empresas como o Facebook e o Twitter não estão fazendo o suficiente para erradicar a desinformação, o extremismo e o ódio em suas plataformas, enquanto a direita insiste que as empresas de tecnologia estão exagerando em suas decisões de conteúdo”. que eles estão suprimindo visões políticas conservadoras."  De acordo com The Hill, os libertários são contra a regulamentação governamental das Big Tech devido ao seu apoio à economia laissez-faire. 

### Acusações de inação em relação à desinformação
Após a interferência russa nas eleições norte-americanas de 2016, o Facebook foi criticado por não fazer o suficiente para conter a desinformação e acusado de minimizar o seu papel ao permitir a propagação da desinformação. Parte da polêmica envolveu o escândalo Cambridge Analytica e a coleta de dados políticos. Em 2019, um relatório do Comitê de Inteligência do Senado criticou os gigantes da tecnologia de forma mais geral por não responderem com força suficiente à desinformação, a maioria dos relatórios de Inteligência do Senado sobre o assunto focaram no papel do Meta e do Twitter. As redes sociais de “grandes tecnologias” melhoraram a sua resposta a contas falsas e a influenciar operações trolls, e estas iniciativas receberam alguns elogios em comparação com 2016. 
Em 2020 e 2021, os gigantes das redes sociais foram frequentemente criticados por permitirem a propagação de desinformação sobre a COVID-19.  De acordo com os representantes Frank Pallone, Mike Doyle e Jan Schakowsky, “a autorregulação da indústria falhou. Devemos começar o trabalho de mudança de incentivos que levem as empresas de mídia social a permitir e até mesmo promover a desinformação e a desinformação”. O presidente Joe Biden criticou o Facebook por permitir a propagação de propaganda antivacina.  Várias plataformas de redes sociais introduziram uma moderação mais rigorosa da desinformação relacionada com a saúde.  A Human Rights Watch criticou a Big Tech, principalmente o Facebook da Meta, por capturar o mercado de informação nos países em desenvolvimento, onde a desinformação se espalharia rapidamente para novos utilizadores da Internet. 

### Acusações de censura e interferência eleitoral
A prática de proibir o discurso de ódio tem recebido críticas dos conservadores. Em julho de 2020, o Subcomitê Judiciário de Direito Antitruste, Comercial e Administrativo da Câmara dos Estados Unidos realizou uma audiência no Congresso com CEOs da Alphabet, Amazon, Apple e Facebook, onde alguns membros do subcomitê levantaram preocupações sobre suposto preconceito contra os conservadores nas redes sociais. O representante dos EUA para o 1º distrito congressional da Flórida, Matt Gaetz, sugeriu que o CEO da Amazon, Jeff Bezos, deveria "divorciar-se do Centro de Direito da Pobreza do Sul", devido à prática de proibir doações a organizações designadas como grupos de ódio pelo Centro de Direito da Pobreza do Sul. 
Em 5 de novembro de 2020, o presidente dos EUA, Donald Trump, afirmou "interferência eleitoral histórica de muito dinheiro, grande mídia e grande tecnologia" e rotulou o Partido Democrata como "partido dos grandes doadores, da grande mídia, da grande tecnologia". O jornal conservador Washington Times criticou a alegação de Trump de fraude eleitoral como sem provas.  Em 6 de janeiro de 2021, durante seu discurso diante de uma multidão de manifestantes que invadiu o Capitólio dos Estados Unidos, Trump acusou a "Big Tech" de fraudar eleições e banir conservadores, ao mesmo tempo que prometeu responsabilizá-los e trabalhar para "se livrar" da Seção 230. Em 11 de janeiro, depois que a conta de Trump no Twitter foi suspensa, o porta-voz principal da chanceler alemã, Angela Merkel, Steffen Seibert, observou que Merkel considerou a suspensão da conta de Trump pelo Twitter "problemática", acrescentando que os legisladores, e não as empresas privadas, deveriam decidir sobre quaisquer restrições necessárias à liberdade de expressão. se a fala incita à violência.  
De acordo com um relatório da Universidade de Nova Iorque de Fevereiro de 2021, as alegações conservadoras de censura nas redes sociais podem ser uma forma de desinformação, uma vez que uma análise dos dados disponíveis indicou que as alegações de que as opiniões de direita foram censuradas eram falsas. No entanto, o mesmo relatório também recomendou que as plataformas de redes sociais poderiam ser mais transparentes para atenuar as preocupações de censura ideológica, mesmo que essas preocupações sejam exageradas. No entanto, os conservadores argumentaram que o Facebook e o Twitter limitaram a disseminação da controvérsia do laptop Hunter Biden em suas plataformas, o que mais tarde se revelou preciso, "prova o preconceito da Big Tech". Também existe o medo de censura excessiva. Um exemplo é o banimento do canal Right Wing Watch do YouTube, que foi banido por exibir conteúdo de extrema direita com o objetivo explícito de expor e alertar sobre essas visualizações (o canal foi posteriormente restaurado após uma reação negativa).  Separadamente, a Human Rights Watch afirmou que, especialmente no Facebook, as remoções excessivas de conteúdos significavam a perda de informações importantes, como a documentação de violações dos direitos humanos, necessária como prova para servir a justiça. 
O Facebook também é acusado de censurar vozes progressistas, como a exclusão de anúncios políticos pela senadora democrata Elizabeth Warren, que pediu maior regulamentação dos monopolistas das grandes tecnologias e de desmembramento do Facebook por causa de seu monopólio e abuso de poder. Warren acusou a empresa de ter a “capacidade de encerrar um debate” e apelou a “um mercado de redes sociais que não seja dominado por um único censor”.  A figura da oposição russa Alexei Navalny criticou os gigantes da tecnologia (especificamente Apple e Google) por cooperarem com uma ordem do governo russo para proibir o aplicativo Smart Voting. Na Índia, o Facebook e o Twitter foram criticados por censurar as redes sociais em favor do governo indiano durante o protesto dos agricultores indianos de 2020-2021.    O Wall Street Journal destacou como o Facebook restringia regularmente conteúdos críticos ao governo indiano, mas nunca qualquer conteúdo de apoiantes do governo, por mais falsas que fossem as suas afirmações. 

### Censura contra gigantes da tecnologia
As próprias maiores plataformas tecnológicas enfrentaram censura. A China baniu o Google em 2010 porque o Google se recusou a censurar resultados de pesquisa críticos ao Partido Comunista Chinês.  Meta e Twitter foram proibidos na China desde 2009. O LinkedIn da Microsoft está bloqueado na Rússia desde 2016. A Rússia também bloqueou o acesso ao Facebook e Twitter por causa de “desinformação” e “notícias falsas” em 2022. Em 21 de março de 2022, a Rússia reconheceu Meta como uma organização extremista, tornando a Meta a primeira empresa pública a ser reconhecida como extremista na Rússia. 